# Triaenodes penelope
Triaenodes penelope là một loài Trichoptera trong họ Leptoceridae. Chúng phân bố ở miền Australasia.